# Ricard mac Seaán an Tearmainn Bourke
Ricard mac Seaán an Tearmainn Bourke, (mort en 1571) est le 16e Seigneur de Mayo  de ?
jusqu'en 1571

## Origine
Ricard mac Seaán an Tearmainn Bourke est le fils de Seaán an Tearmainn Bourke 13e Seigneur de Mayo.

## Règne
Ricard succède à une date indéterminée à David Bourke le fils Edmund IV Bourke comme Mac William Íochtar  ou Mac William Eighter Il meurt en 1571 et a comme successeur Seaán mac Oliver Bourke en laissant au moins quatre fils:
- Ricard Óg mort en 1586, tué par trahison par les anglais [4]
- Thomas Ruadh mort en 1586 pendu par le Lord Président du Connacht Sir Richard Bingham (1584-1586) trois nuits avant Pâques [5]
- Walter na mBuilleadh   († 1592)
- Seaán   († 1597)

## Sources
- (en) T.W Moody, F.X. Martin, F.J. Byrne A New History of Ireland , Volume IX Maps, Genealogies, Lists. A companion to Irish History part II . Oxford University Press réédition 2011  (ISBN 9780199593064).